# Gocycle

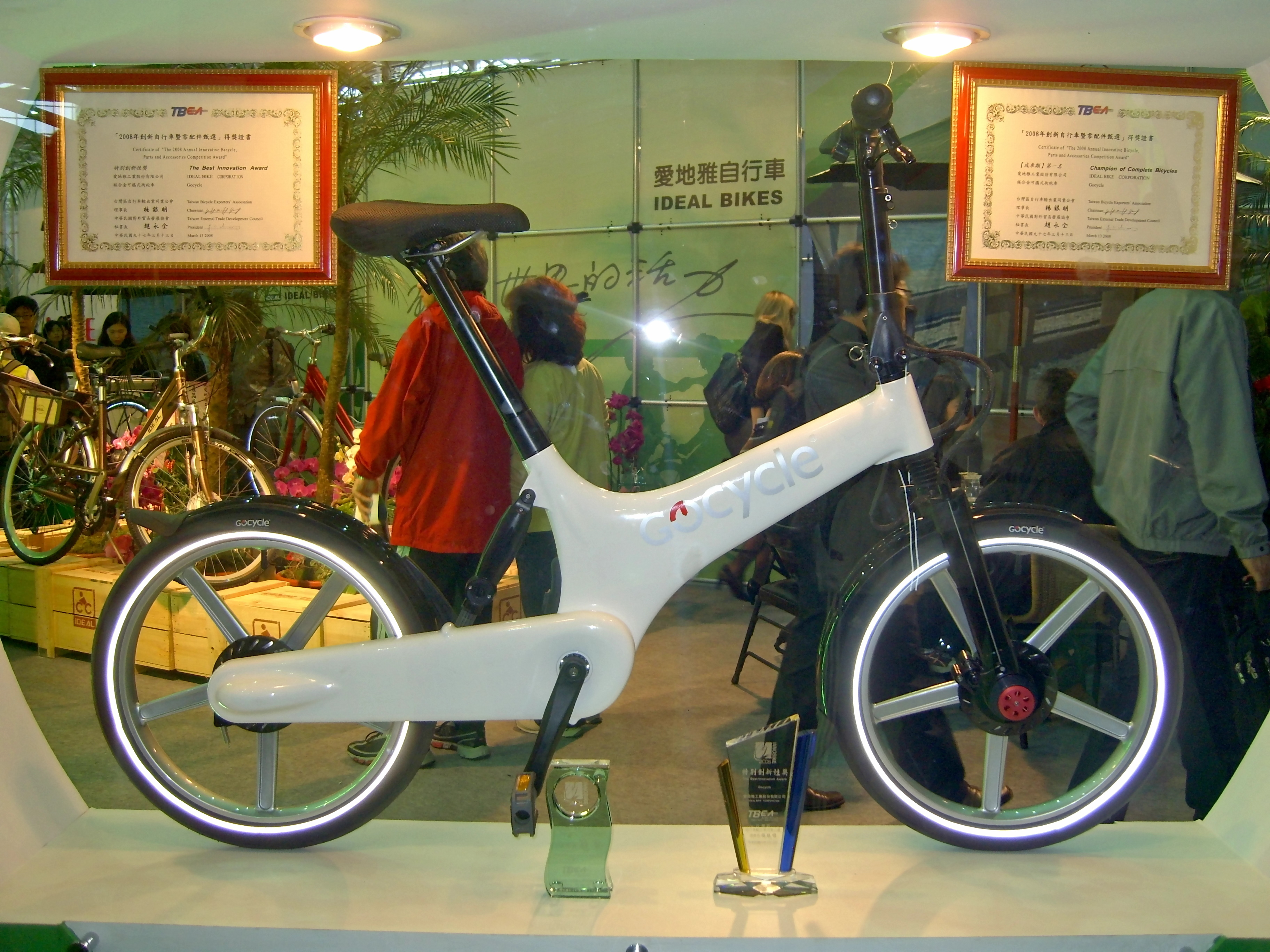
Gocycle

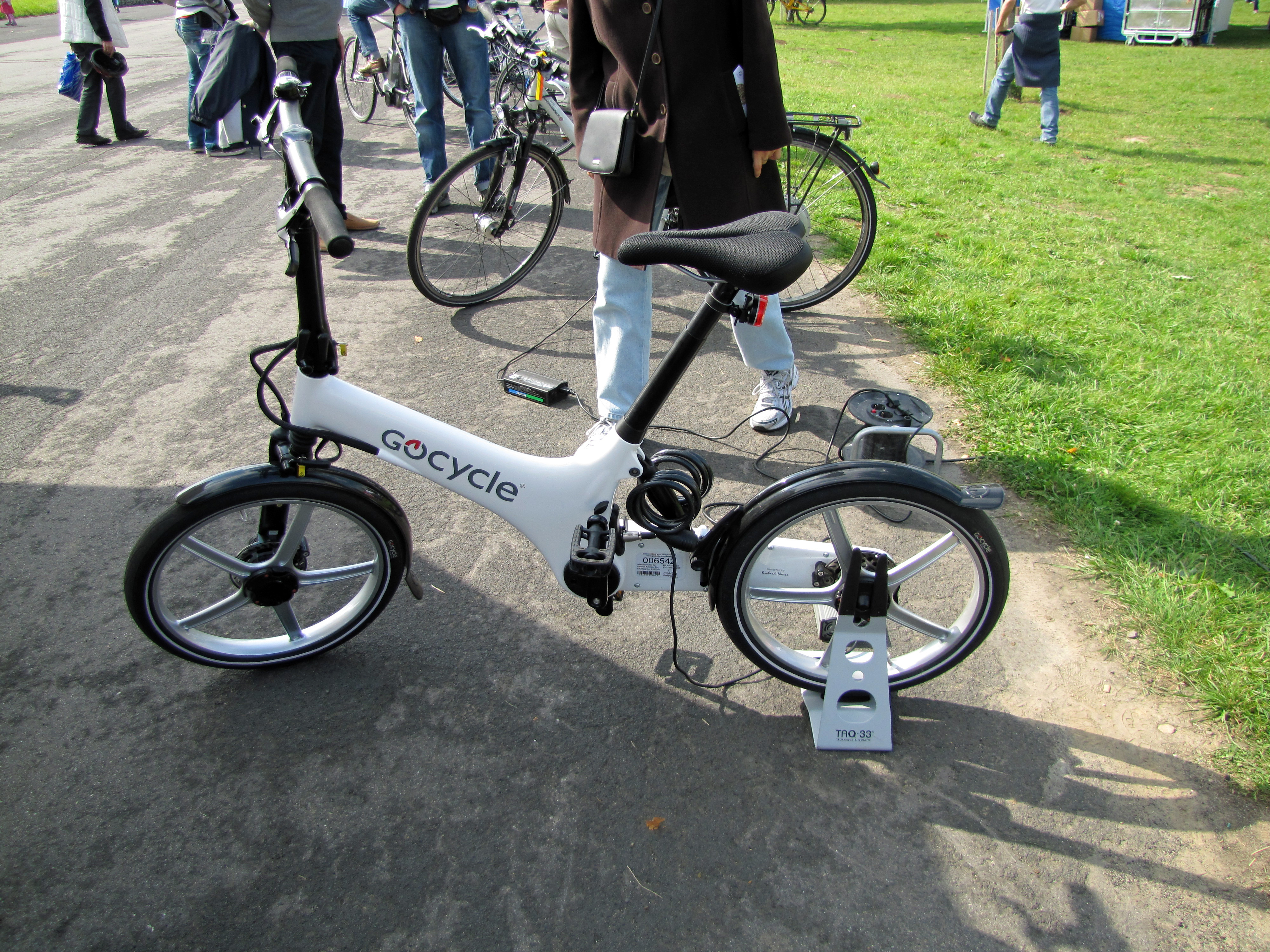
Am Ladegerät

Das Gocycle ist ein Elektrorad des englischen Herstellers KKL. Es ist in mehrere Teile zerlegbar und kann zum Transport in einem Koffer untergebracht werden.
Nach Angaben der Herstellers ist das Gocycle mit Pedalen ausgerüstet, kann aber – wenn es in Bewegung ist – allein mit Hilfe des elektrischen Hilfsantriebs gefahren werden. Anders als in seinem Ursprungsland Großbritannien gilt das Gocycle deshalb in der übrigen Europäischen Union nicht als Elektrofahrrad, sondern als Kleinkraftrad. In Österreich muss auch nicht mitgetreten werden. Dort gilt es dennoch nicht als Fahrrad ohne Helm- und Versicherungspflicht, da die Höchstgeschwindigkeit mit Motorunterstützung nicht auf 25 km/h begrenzt ist.
Bei der Eurobike 2009 bekam das Gocycle den Preis „GOLD WINNER 2009“ in der Kategorie „E-Bikes/Pedelecs“. Es wurde in der BBC-Sendung Top Gear präsentiert und von James May für die britische Tageszeitung The Daily Telegraph besprochen.

## Technische Daten
(aus obigen Quellen)
- Höchstgeschwindigkeit: 32 km/h
- Batterien-Typ: Nickel-Metallhydrid-Akkumulator
- Reichweite: ca. 30 km (nutzungsabgängig)
- Ladeanschluss: 220 V (50–60 Hz)
- Rahmen und Räder aus einer Magnesiumlegierung
- Gewicht: 16,2 kg (inkl. Batterie)